# Sterbehilfegesetz (Niederlande)
Das niederländische Sterbehilfegesetz ist 2001 angenommen worden; die offizielle Bezeichnung des umgangssprachlich „euthanasiewet“ („Sterbehilfegesetz“) genannten Textes lautet „wet toetsing levensbeëindiging op verzoek en hulp bij zelfdoding“ (abgekürzt: „wtl“; deutsch: „Gesetz zur Kontrolle der Lebensbeendigung auf Verlangen und Hilfe bei der Selbsttötung“). Mit Inkrafttreten des Gesetzes waren die Niederlande das weltweit erste Land, das die aktive Sterbehilfe zulässt. Ähnliche Gesetze traten wenig später mit dem Gesetz über die Sterbehilfe in Belgien und dem Gesetz über Sterbehilfe und assistierten Suizid in Luxemburg in Kraft. Im Mai 2019 wurde am Fall der 17-jährigen Noa Pothoven das Sterbehilfegesetz der Niederlande auch international heftig diskutiert.

## Gesetzesinhalt
In den Niederlanden ist nach dem Strafgesetzbuch sowohl die aktive Sterbehilfe (Artikel 293) als auch die Beihilfe zur Selbsttötung (Artikel 294) auch nach dem Inkrafttreten des Sterbehilfegesetzes weiterhin generell strafbar. Wenn allerdings ein Arzt Sterbehilfe leistet und dabei eine Reihe von Sorgfaltskriterien einhält und dem Leichenbeschauer der Gemeinde Meldung erstattet, unterliegt er einem besonderen gesetzlichen Schutz und macht sich nicht strafbar.
Im niederländischen Sterbehilfegesetz sind diese besonderen Sorgfaltskriterien spezifiziert.
Die im Artikel 2 des Gesetzes aufgeführten Kriterien beinhalten, dass sich der Arzt vom Zutreffen folgender Sachverhalte versichert hat:
1. er ist überzeugt, dass der Wunsch des Patienten freiwillig und nach reiflicher Überlegung geäußert wurde,
2. er ist überzeugt, dass der Zustand des Patienten aussichtslos und sein Leiden unerträglich ist,
3. er hat den Patienten über Situation und Aussichten aufgeklärt,
4. er ist zusammen mit dem Patienten zum Schluss gelangt, dass es für die Situation keine andere annehmbare Lösung gibt,
5. er hat mindestens einen anderen, unabhängigen Arzt konsultiert, der den Patienten untersucht und zu den unter 1 bis 4 genannten Kriterien eine schriftliche Stellungnahme verfasst hat,
6. die Lebensbeendigung oder die Hilfe bei der Selbsttötung erfolgt mit der gebotenen Sorgfalt.

Bei Patienten, die nicht in der Lage sind, ihren Willen zu äußern, darf der Bitte um Sterbehilfe oder Hilfe bei der Selbsttötung entsprochen werden, wenn die Person das 16. Lebensjahr vollendet hat und sie zu einem Zeitpunkt, zu dem sie zur vernünftigen Beurteilung ihrer Interessen fähig war,  ihre Bitte schriftlich erklärt.

### Sterbehilfe bei Minderjährigen
Bei Minderjährigen zwischen 12 und 16 Jahren müssen die Eltern oder Erziehungsberechtigten dessen Bitte um Sterbehilfe zustimmen. 16- und 17-Jährige können selbstständig entscheiden, die Eltern oder Erziehungsberechtigten müssen dabei jedoch in Entscheidungsfindung einbezogen werden. Bei einwilligungsunfähigen Minderjährigen ab 16 Jahren gelten dieselben Regelungen wie für Erwachsene (schriftliche Erklärung zu einem Zeitpunkt, zu dem die Einwilligung noch möglich war).
Sterbehilfe bei Minderjährigen unter 12 Jahren ist seit Februar 2024 auf Bitte der Eltern oder Erziehungsberechtigten erlaubt; das Kind ist entsprechend seinem Alter einzubeziehen und darf auf keinen Fall gegen seinen Willen getötet werden.

## Umsetzungsrichtlinie
Zum niederländischen Sterbehilfegesetz wurde eine Umsetzungsrichtlinie für Ärzte und Apotheker erlassen. Unter dem Namen Standaard Euthanatica wurde diese 1987 veröffentlicht. Eine zweite Auflage folgte 1994, eine dritte 1998 und eine vierte 2007.
Der Standaard Euthanatica wurde im August 2012 durch die Richtlijn Uitvoering euthanasie en hulp bij zelfdoding (deutsch: Umsetzungsrichtlinie zu Sterbehilfe und Hilfe bei der Selbsttötung) abgelöst. Die neue Richtlinie von Koninklijke Nederlandsche Maatschappij tot bevordering der Geneeskunst (KNMG, Königlich Niederländische Vereinigung zur Förderung der Medizin) und Koninklijke Nederlandse Maatschappij ter bevordering der Pharmacie (KNMP, Königlich Niederländische Vereinigung zur Förderung der Pharmazie) konzentriert sich auf die praktische Umsetzung der Sterbehilfe und erklärt die Anwendung bestimmter Methoden. In der neuen Richtlinie wurde das Hypnotikum Thiopental durch Propofol ersetzt. Für die Kontrollkommissionen gilt diese Richtlinie  als Standard. Ärzte müssen danach bei der Umzusetzung der Sterbehilfe die im Gesetz verlangten sechs Kriterien erfüllen. Für Apotheker gibt es keine rechtlichen Besonderheiten, sie werden zur Einhaltung ihrer Berufsstandards verpflichtet.

## Zustandekommen
Nach einer in den Niederlanden seit etwa 1980 andauernden Diskussion in Politik und Gesellschaft über die Strafbarkeit der Sterbehilfe und die Frage, ob diese eingeschränkt werden soll, wurde mit der Mehrheit der Parteien Democraten 66 (D66), Volkspartij voor Vrijheid en Democratie (VVD) und Partij van de Arbeid (PvdA) am 12. April 2001 das Wet toetsing levensbeëindiging op verzoek en hulp bij zelfdoding verabschiedet. Ein Jahr später, am 1. April 2002, traten die gesetzlichen Vorschriften in Kraft. Das Gesetz gilt nur für die aktive Sterbehilfe und die Hilfe bei der Selbsttötung auf den ausdrücklichen Wunsch des Patienten hin.
Zum 10. Oktober 2012 erfuhr das Gesetz geringfügige Änderungen. Seit diesem Zeitpunkt gilt es auch für öffentliche Einrichtungen auf den niederländischen Inseln Bonaire, Sint Eustatius und Saba (Artikel 19a).